# 오필리아 (노래)
〈오필리아〉(일본어: オフェリア 오페리아[*]))는 일본의 여가수 나카모리 아키나(中森明菜)의 38번째 싱글로 1999년 1월 21일에 발매하였다. (8cmCD: GRDO-21) 작사는 시모고 아키(下郷亜紀)가, 작곡은 시모노 사토시(島野聡)가, 편곡은 카미데 마사노리(上出優之利)가 담당하였고 가우스 엔터테인먼트의 인디 레이블인 THIS ONE에서 출시되었다. B사이드 곡은 〈TO BE〉로 작사는 Suzy Kim이, 작곡은 A사이드와 마찬가지로 시모노 사토시가, 편곡 역시 카미데 마사노리가 도맡았다. 나카모리가 주연한 니혼 테레비 드라마 《보더 범죄심리 수사파일》의 주제가로서 제작된 곡이며 B사이드 곡인 〈TO BE〉는 가사가 일본어가 아닌 영어로 되어 있다.
1999년 2월 1일, 오리콘 주간 싱글 차트 29위로 처음 등장하여 차트 톱100을 총 8주간 지켰다.

## 수록곡
| #            | 제목                                        | 작사         | 작곡            | 편곡            | 재생 시간 |
| ------------ | ------------------------------------------- | ------------ | --------------- | --------------- | --------- |
| 1.           | 〈〈오필리아〉(オフェリア)〉                | 시모고 아키  | 시마노 사토시   | 카미데 마사노리 | 4:20      |
| 2.           | 〈〈TO BE〉〉                               | Suzy Kim     | Satoshi Shimano | Masanori Kamide | 7:30      |
| 3.           | 〈〈오필리아〉(オフェリア (Instrumental))〉 |              |                 |                 | 4:19      |
| 총 재생 시간 | 총 재생 시간                                | 총 재생 시간 | 총 재생 시간    | 총 재생 시간    | 16:09     |